# Loma Alta, Santa María Teopoxco
Loma Alta är en ort i Mexiko.   Den ligger i kommunen Santa María Teopoxco och delstaten Oaxaca, i den sydöstra delen av landet, 260 km sydost om huvudstaden Mexico City. Loma Alta ligger 2 182 meter över havet och antalet invånare är 118.
Terrängen runt Loma Alta är kuperad åt nordost, men åt sydväst är den bergig. Runt Loma Alta är det ganska tätbefolkat, med 144 invånare per kvadratkilometer. Närmaste större samhälle är San Gabriel Casa Blanca, 15,5 km väster om Loma Alta. Omgivningarna runt Loma Alta är en mosaik av jordbruksmark och naturlig växtlighet.